# Face the Shadow
A Face the Shadow (magyarul: Nézz szembe az árnyékkal!), eredetileg Don't Deny (magyarul: Ne tagadd!) a Genealogy örmény formáció dala, mellyel Örményországot képviselték a 2015-ös Eurovíziós Dalfesztiválon Bécsben. A dal belső kiválasztás során nyerte el a dalversenyen való indulás jogát.

## Eurovíziós Dalfesztivál

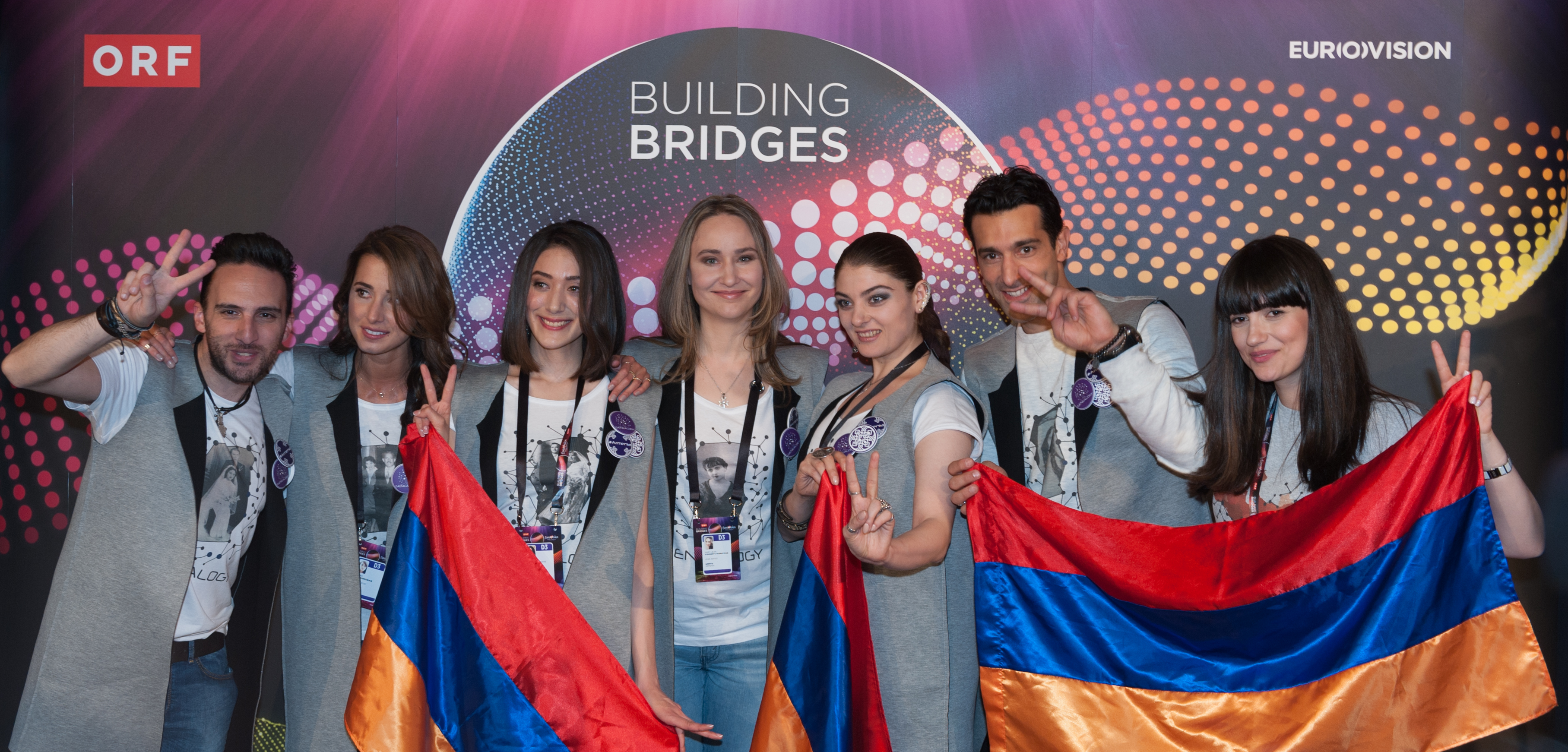
A Genealogy a dalfesztivál első sajtótájékoztatóján

2015. február 11-én az Örmény Közszolgálati Televízió bejelentette, hogy egy hattagú formáció választottak ki, hogy képviseljék Örményországot a következő Eurovíziós Dalfesztiválon. Az együttes előadóit, Essaï Altouniant február 16-án, Tamar Kapreliant február 20-án, Vahe Tilbiant február 23-án, Stephanie Topaliant február 27-én, Mary-Jean O'Doherty Basmadjiant március 3-án, míg Inga Arshakyant március 12-én jelentették be. Versenydaluk ugyanezen a napon, március 12-én jelent meg. A dal came eredetileg Don't Deny volt, amelyet az EBU kérésére meg kellett változtatniuk Face the Shadow-ra.
Az Eurovíziós Dalfesztiválon a dalt először a május 19-én rendezett első elődöntőben adták elő fellépési sorrend szerint másodikként a Moldovát képviselő Eduard Romanyuta I Want Your Love című dala után és a Belgiumot képviselő Loïc Nottet Rhythm Inside című dala előtt. A dal hetedik helyezettként továbbjutott az elődöntőből a május 23-i döntőbe. Fellépési sorrendben hatodikként léptek fel, az Egyesült Királyságot képviselő Electro Velvet Still In Love With You című dala után és a Litvániát képviselő Monika Linkytė és Vaidas Baumila This Time című dala előtt. A szavazás során összesítésben 34 ponttal (Grúziától maximális pontot kaptak) a verseny tizenhatodik helyezettjei lettek.
A következő örmény induló Iveta Mukuchyan LoveWave című dala volt a 2016-os Eurovíziós Dalfesztiválon.

### Kapott pontok
Első elődöntő
| Össz | Szavazó országok | Szavazó országok | Szavazó országok | Szavazó országok | Szavazó országok | Szavazó országok | Szavazó országok | Szavazó országok | Szavazó országok | Szavazó országok | Szavazó országok | Szavazó országok | Szavazó országok | Szavazó országok | Szavazó országok | Szavazó országok | Szavazó országok | Szavazó országok | Szavazó országok |
| Össz | Moldova          | Belgium          | Hollandia        | Finnország       | Görögország      | Észtország       | Macedónia        | Szerbia          | Magyarország     | Fehéroroszország | Oroszország      | Dánia            | Albánia          | Románia          | Grúzia           | Ausztrália       | Ausztria         | Franciaország    | Spanyolország    |
| ---- | ---------------- | ---------------- | ---------------- | ---------------- | ---------------- | ---------------- | ---------------- | ---------------- | ---------------- | ---------------- | ---------------- | ---------------- | ---------------- | ---------------- | ---------------- | ---------------- | ---------------- | ---------------- | ---------------- |
| 77   | 4                | 12               | 5                |                  | 7                |                  | 7                |                  |                  | 7                | 12               |                  | 5                | 1                | 8                |                  |                  | 5                | 4                |

Döntő
| Össz | Szavazó országok | Szavazó országok | Szavazó országok | Szavazó országok | Szavazó országok   | Szavazó országok | Szavazó országok | Szavazó országok | Szavazó országok | Szavazó országok | Szavazó országok | Szavazó országok | Szavazó országok | Szavazó országok | Szavazó országok | Szavazó országok | Szavazó országok | Szavazó országok | Szavazó országok | Szavazó országok | Szavazó országok | Szavazó országok | Szavazó országok | Szavazó országok | Szavazó országok | Szavazó országok | Szavazó országok | Szavazó országok | Szavazó országok | Szavazó országok | Szavazó országok | Szavazó országok | Szavazó országok | Szavazó országok | Szavazó országok | Szavazó országok | Szavazó országok | Szavazó országok | Szavazó országok |
| Össz | Szlovénia        | Franciaország    | Izrael           | Észtország       | Egyesült Királyság | Litvánia         | Szerbia          | Norvégia         | Svédország       | Ciprus           | Ausztrália       | Belgium          | Ausztria         | Görögország      | Montenegró       | Németország      | Lengyelország    | Lettország       | Románia          | Spanyolország    | Magyarország     | Grúzia           | Azerbajdzsán     | Oroszország      | Albánia          | Olaszország      | Moldova          | Hollandia        | Finnország       | Macedónia        | Fehéroroszország | Dánia            | Írország         | San Marino       | Málta            | Portugália       | Csehország       | Izland           | Svájc            |
| ---- | ---------------- | ---------------- | ---------------- | ---------------- | ------------------ | ---------------- | ---------------- | ---------------- | ---------------- | ---------------- | ---------------- | ---------------- | ---------------- | ---------------- | ---------------- | ---------------- | ---------------- | ---------------- | ---------------- | ---------------- | ---------------- | ---------------- | ---------------- | ---------------- | ---------------- | ---------------- | ---------------- | ---------------- | ---------------- | ---------------- | ---------------- | ---------------- | ---------------- | ---------------- | ---------------- | ---------------- | ---------------- | ---------------- | ---------------- |
| 34   |                  | 3                |                  |                  |                    |                  |                  |                  |                  |                  |                  | 3                |                  | 1                |                  |                  |                  |                  |                  |                  |                  | 12               |                  | 6                |                  |                  |                  |                  |                  | 3                | 4                |                  |                  |                  |                  |                  | 2                |                  |                  |

## A dal háttere
A dal kifejezetten az Eurovíziós Dalfesztiválra íródott, és maga a formáció is csupán erre az alkalomra állt össze. A formáció az örmény népirtás következménye miatt a Föld minden kontinenséről állt össze. A versenydal is erről szól, hiszen 2015-ben volt az örmény genocídium 100. évfordulója. A dalfesztivál hivatalos oldalán a dal jelentésének definiálása a következő: A boldogság akkor születik, ha az emberek egyesülnek és harmóniában élnek önmagukkal, családjukkal, szerelmi kapcsolataikkal, stb.

## Dalszöveg
| Don’t deny Ever don’t deny Listen don’t deny You and I – A dal refrénje | Ne tagadd! Soha ne tagadd! Hallgass, ne tagadd! Te és én – A dal refrénje magyarul |

## Külső hivatkozások
- A dal videóklipje. YouTube-videó, Eurovision Song Contest, 2015. március 12.
- A dal előadása az első elődöntőben. YouTube-videó, Eurovision Song Contest, 2015. május 19.
- A dal előadása a döntőben. YouTube-videó, Eurovision Song Contest, 2015. május 23.